# Cap de Kolka

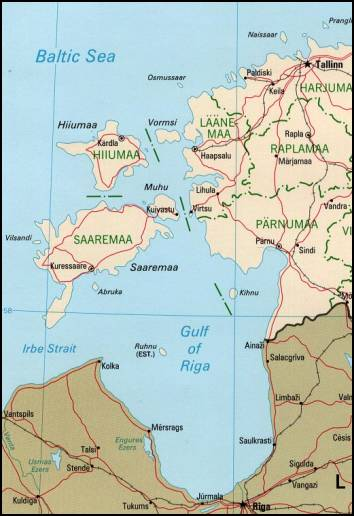
El Cap de Kolka a l'esquerra del mapa, entre l'Estret d'Irbe i el Golf de Riga.

El Cap de Kolka (Kūolka nanā en livonià, Kolkasrags en letó, en alt alemany antic: Domesnes, en rus: Колка o мыс Домеснес) és un cap de la mar Bàltica, prop de l'entrada del Golf de Riga, a la costa Livoniana a la regió de Curlàndia, a Letònia.
El cap està envoltat per l'estret d'Irbe (Irbes šaurums), dins el Parc Nacional de Slītere, que serveix de frontera natural amb Estònia. El cap Kolka representa el límit nord-oest del golf de Riga. A l'est del cap hi ha l'illa de Ruhnu (Estònia) que es troba al mig del golf.
A prop del cap hi ha el far de Kolka i el poble de Kolka. Hi ha una línia d'antics assentaments pintorescs Livonians al llarg de la costa de la mar Bàltica, com Vaide, Saunags, Pitrags, Košrags i Sīkrags.